# マヌス州

マヌス州の州旗

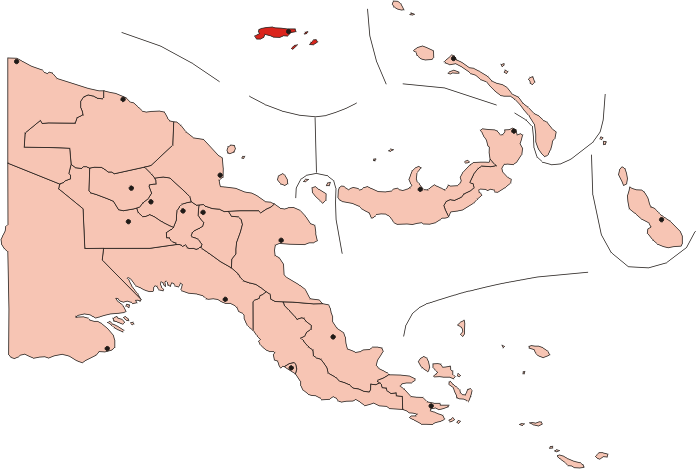
マヌス州

マヌス州 (マヌスしゅう、Manus Province) は、パプアニューギニアの州。行政府所在地はロレンガウ (Lorengau) 。面積は2,100 km²、人口は6万485人（2011年国勢調査）。
アドミラルティ諸島全域のほか、西に離れたウヴル島 (Wuvulu Island) やニニゴ諸島等、その他の環礁を含む。全域が島嶼地区であり、最大の島はマヌス島 (Manus Island) 。
ココナッツ栽培や漁業といった第一次産業が経済の中心となっている。